# Arco di Traiano (Timgad)

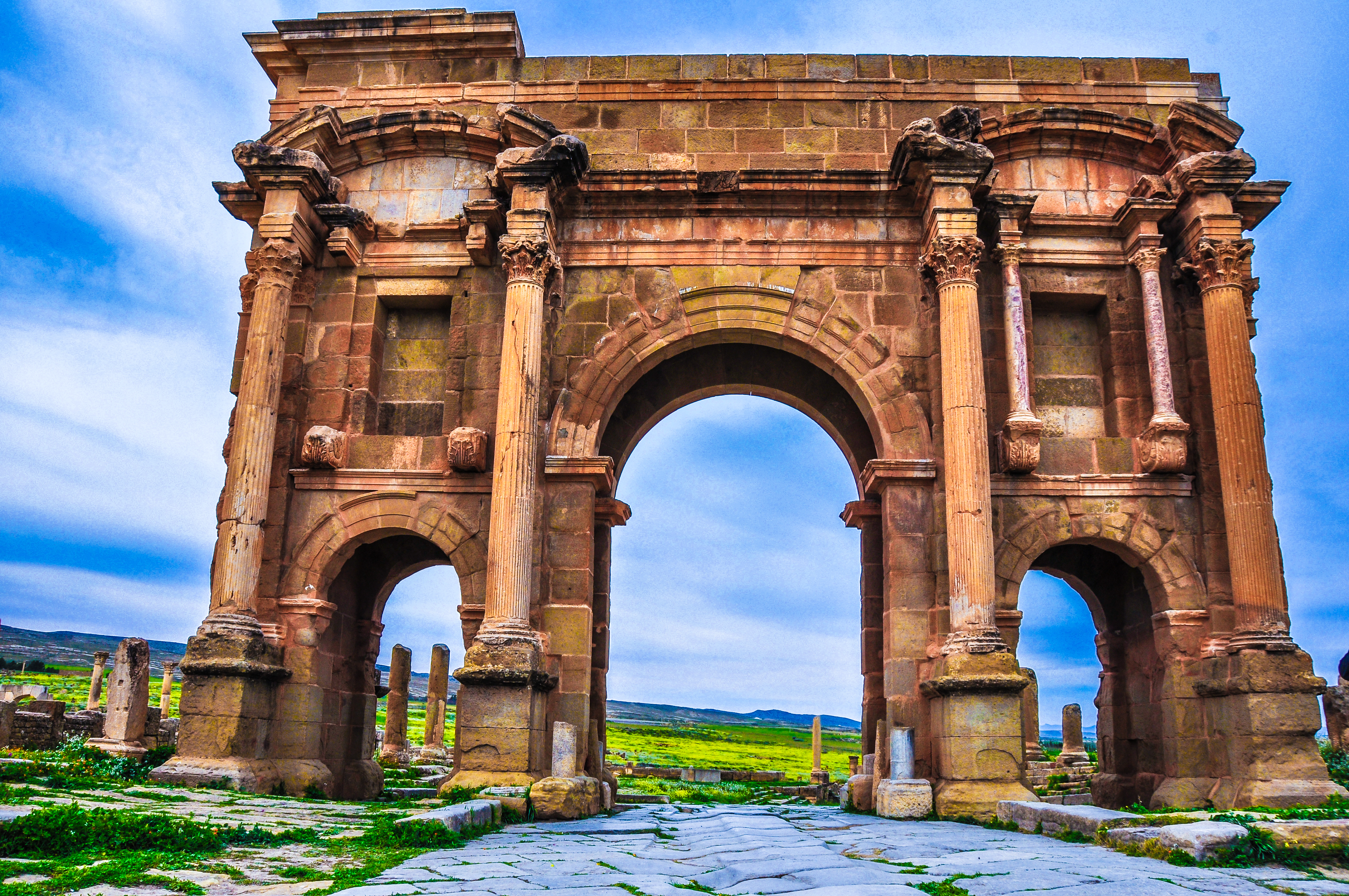
L'arco romano detto di Traiano a Timgad

L'arco romano di Timgad (detto impropriamente arco di Traiano) è un arco romano costruito tra la seconda metà del II secolo e gli inizi del III, situato nella colonia romana di Timgad (antica Thamugadi), presso la città di Batna in Algeria.
L'arco, a tre fornici, fungeva da porta occidentale della città, all'inizio del decumano massimo, che proseguiva la via proveniente da  Lambaesis.

## Storia
L'iscrizione sull'attico ricorda la fondazione della colonia da parte di Traiano nell'anno 100, ma la struttura decorativa del monumento e inoltre la ricca ornamentazione degli elementi architettonici hanno fatto supporre una sua datazione più tarda: ai lati dei fornici laterali sono presenti colonne distaccate da parete, collegate da un frontone curvilineo, che creano due edicole laterali sporgenti e fortemente chiaroscurate, quasi indipendenti.
L'arco, insieme all'intero sito archeologico di Timgad, è stato inserito dal 1982 nella lista dei Patrimoni dell'umanità dell'UNESCO

## Descrizione
L'arco raggiunge un'altezza di 12 m, con il fornice centrale alto 6 m che permetteva il passaggio dei veicoli, le cui ruote hanno lasciato profondi solchi sul basolato della via. I fornici laterali, alti 3,75 m, erano riservati ai pedoni.
Sulle due facciate sopra i fornici laterali sono presenti profonde nicchie rettangolari, inquadrate da edicole con colonnine corinzie con fusti lisci in marmo colorato, sorrette da mensole. Le nicchie erano destinate ad ospitare statue oggi scomparse. L'insieme di ciascun fornice laterale e della nicchia soprastante era inquadrato da due colonne corinzie rudentate, distaccate da parete e innalzate su piedistalli. La trabeazione che corre sulla parete sopra i fornici laterali, sporge sopra le colonne e su di essa poggia a sua volta un frontone curvilineo.
L'attico doveva essere sormontato da un gruppo statuario monumentale.
Altre sculture furono aggiunte all'arco successivamente: tra queste una statua di Marte e una della Concordia furono erette sotto l'imperatore Settimio Severo da Lucio Licinio Optaziano, in occasione della sua elezione a flamine perpetuo della colonia.